# Phyllotreta andreevae
Phyllotreta andreevae es una especie de insecto coleóptero de la familia Chrysomelidae. Fue descrita en 1992 por Lopatin in Konstantinov & Lopatin.